# Richard Åkerman (militär)
Richard "Riri" Oscar Roger Åkerman, född 6 juli 1898 i Stockholm, död 23 juni 1981, var en svensk militär (generallöjtnant).

## Biografi
Åkerman var son till generallöjtnant Joakim (Jockum) Åkerman och Martina Björnstjerna. Efter studentexamen i Stockholm 1916 blev han fänrik vid Svea artilleriregemente (A 1) 1919, löjtnant 1923, kapten vid generalstaben 1931 och major vid generalstabskåren 1939. År 1941 befordrades han till överstelöjtnant, år 1943 till överste, år 1951 till generalmajor och år 1963 till generallöjtnant.
Åren 1931–1933 var han generalstabsofficer vid Västra arméfördelningen, åren 1934–1937 var han chef för generalstabens luftförsvarsdeltalj, åren 1937–1938 batterichef vid Svea artilleriregemente. År 1939 var han lärare vid Flygkrigshögskolan (FKHS). År 1939 tog han avsked från armén för att tjänstgöra som major i den finländska armén, och kom senare att senare befordras till överstelöjtnant år 1940. Efter vinterkriget återvände han till Sverige och den svenska generalstabskåren.
Åren 1939–1940 lämnade han armén för att tjänstgöra som stabschef i Svenska frivilligkåren under vinterkriget. När han återvände till Sverige kom han att tjänstgöra åren 1940–1942 som lärare i strategi vid Krigshögskolan (KHS), åren 1941–1942 även som lärare vid Flygkrigshögskolan (FKHS). Åren 1942–1946 var han skolchef för Krigshögskolan (KHS). Åren 1946–1948 var han regementschef för Östgöta luftvärnsregemente (Lv 2). År 1946 övergick han till flygvapnet, där han åren 1948–1951 var inspektör för luftbevakningen. Åren 1951–1957 tjänstgjorde han som chef för försvarsstaben. Åren 1957–1963 var han militärbefälhavare för III. militärområdet.
Åkerman var även till 1930 års försvarskommissions förfogande och till 1941 års försvarsutredning d:o 1941, ledamot och sekreterare i kommissionen angående frivilliga anskaffandet av luftvärnsmateriel 1937, av Kungl. Maj:t. förordning samt var ombud i Sveriges Landstormsföreningars Centralförbunds verkstadsutskott 1938-1942. År 1942 blev han ledamot av Kungliga Krigsvetenskapsakademien (Ledamöter av Kungliga Krigsvetenskapsakademien). Från 1944 var Åkerman var ordförande i Bromma Luftsk:förening. Åren 1951–1957 var han var vice ordförande centralförbundet Folk och Försvar, åren 1958–1959 styrelseordförande i Allmänna livförsäkringsbolaget Oden, åren 1958–1969 satt han i Skaraborgs enskilda banks lokalstyrelse i Skövde, År 1960 styrelseledamot i Sv liv, 1964 i Städernas försäkringsbolag och i åren 1967–1969 i Hansa. Åren 1964–1973 var han ordförande i Skaraborgs distrikt Svenska Röda Korset.
Åkerman gifte sig 1920 med Thyra Sellén (född 1899). Han var far till Joachim (född 1921), Elsie (född 1923) och Thyra (född 1926). Åkerman avled den 23 juni 1981 och gravsattes den 6 oktober 1981 på Norra begravningsplatsen i Stockholm.

## Utmärkelser
- Kommendör med stora korset av Svärdsorden (KmstkSO) [6]

- Riddare av Vasaorden (RVO) [6]
- Riddare av Nordstjärneorden (RNO) [6]
- Finska Frihetskorsets orden med svärd av 3:e klass (FFrK3kl)[1]
- Finsk krigsminnesmedalj (FMM)[1]

- Landstormens guldmedalj[1]
- Riksluftskyddsförbundet förtjänstmedalj (RLSFftjM)[4]
- Riksluftskyddsförbundets förtjänsttecken i guld (RLSFGftjt)[1]